# Tichla
Tichla es un pequeño municipio situado en el sur del Sahara Occidental.  En el censo de 2004, el municipio tuvo una población total de 6036 personas que viven en 102 casas.